# Глобальное чтение
Впервые глобальный метод обучения чтению начал использовать американский нейрофизиолог Гленн Доман. В классической педагогике многих стран,  в частности в методиках обучения славянским языкам,  широко использовались приёмы обучения чтению через восприятие складов (не путать со слогом), целых слов и предложений. Тем не менее, основателями научно обоснованного метода можно считать нейрофизиолога Гленна Домана  - основателя Филадельфийского Института Развития Человеческого Потенциала, а также японского педагога Синъити Судзуки.
Г.Доман широко использовал методы глобального обучения (не только чтению, но и арифметике и др.) в работе с детьми, имеющими серьёзные (приобретённые) мозговые нарушения или повреждения мозга в раннем детстве и добился удивительных результатов. Дети, на интеллектуальном развитии которых был врачами "поставлен крест", после регулярных занятий по методу Г.Доману начинали не только развиваться, как "нормальные" дети, но и обгонять в интеллектуальном развитии своих здоровых сверстников. Впоследствии этот метод стал применяться и для обучения обычных детей.
Суть глобального метода обучения чтению заключается в том, что ребенок на протяжении длительного времени регулярно воспринимает зрительно и на слух написанные целиком слова, словосочетания, короткие предложения. Одновременное восприятие информации в нескольких модальностях (зрительно, на слух, тактильно) регулярно в течение длительного времени помогает мозгу сформировать определённые нейронные связи и механизмы, в результате которых ребёнком самостоятельно, "в удобное для него время", самостоятельно выводится технология чтения любых слов и текстов.
Глобальный метод обучения чтению является наиболее физиологичным для обучения маленьких детей, так как строится по тем же законам, что и обучение устной речи. 
Как известно, левое полушарие обладает аналитическими, логическими функциями, а правое полушарие - синтетическими, "глобальными". Если образно упростить эту мысль, то можно сказать, что левое полушарие "видит" отдельные деревья, а правое полушарие - воспринимает лес.  У детей в период созревания мозга - а это вплоть до 7-9 лет - правое полушарие мозга играет ведущую роль. Именно благодаря своей "правополушарности" дети воспринимают любую информацию глобально, целиком, как на фотоснимке. Эта особенность детского восприятия должна являться основой любого обучения - только в этом случае обучение маленького ребёнка может считаться физиологически оправданным и безопасным.  
(из книги А.А. Самбурской "Глобальное чтение")